# Каабия-Табаш-Хаджаджра
Каабия-Табаш-Хаджаджра (ивр. כעביה-טבאש-חג'אג'רה‎, араб. كعبية طباش حجاجرة‎) — местный совет в северном округе Израиля. Его площадь составляет 1 653 дунамов.

## Население
По данным Центрального статистического бюро Израиля, население на начало 2020 года составляло 5 504 человека.
Ежегодный прирост населения — 2,5 %.
Средняя зарплата на 2007 год — 4 078 шекелей.